# 金基善
金基善（1929年—？），北韓政治人物，官至前開城黨責任書記及朝鮮勞動黨中央委員會委員。

## 生平
金基善出生於黄海南道，後於蘇聯高級黨校畢業。1959年，他出任延安郡黨委員長。1969年，晉升為黄海北道人民委員會委員長。翌年，他被列為黨中央委員會候補委員。1971年，兼任黄海北道農村經理委員會委員長。1977年，又被任命為平安南道行政委員會委員長。1979年，成為南浦市人民委員會委員長。
1980年，金基善被提拔為江原道黨責任書記。在隨後的一年，入選黨中央委員會委員。1982年得金日成勳章。1985年，獲委任為開城黨責任書記兼人民委員會委員長。1990年，成為中央人民委員會委員。兩年後，他曾在朝鮮中央廣播電台發表關於金日成主體思想的文章，此後再沒有其消息。

## 資料來源
1. 1 2 3 4 5 6  .   [2014-02-10]. （原始内容存档于2015-09-23）.